# Peristylus cubitalis
Peristylus cubitalis är en orkidéart som först beskrevs av Carl von Linné, och fick sitt nu gällande namn av Friedrich Fritz Wilhelm Ludwig Kraenzlin. Peristylus cubitalis ingår i släktet Peristylus och familjen orkidéer. Inga underarter finns listade i Catalogue of Life.